# 無垢なる証人
『無垢なる証人』（むくなるしょうにん、原題：증인）は、2019年の韓国映画。「第5回ロッテシナリオ公募展」で大賞を獲得したシナリオをもとにイ・ハン監督が映画化を手掛けた。

## ストーリー
弁護士のスノ(チョン・ウソン)は家政婦による殺人事件の弁護人となり、事件の目撃者で検察側の証人が15歳の自閉症の少女ジウ(キム・ヒャンギ)であると知る。
他人との意思の疎通が難しいジウの元へ通い次第に打ち解けていくスノだったが、法廷では証人と弁護人として真っ向から彼女と向き合うこととなる。

## キャスト
- ヤン・スノ：チョン・ウソン
- イム・ジウ：キム・ヒャンギ
- イ・ヒジュン：イ・キュヒョン
- オ・ミラン：ヨム・ヘラン
- スノの父：パク・クニョン
- ジウの母（ヒョンジョン）：チャン・ヨンナム
- キム・スイン：ソン・ユナ
- イ・ユンジェ：イ・ジュニョク

## 受賞
- 第55回百想芸術大賞：大賞
- 第40回青龍映画賞：主演男優賞(チョン・ウソン)
- 第39回韓国映画評論家協会賞：主演女優賞(キム・ヒャンギ)